# Macrocheira kaempferi

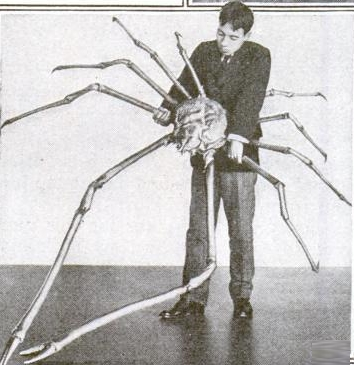
Um espécime macho de grandes dimensões.

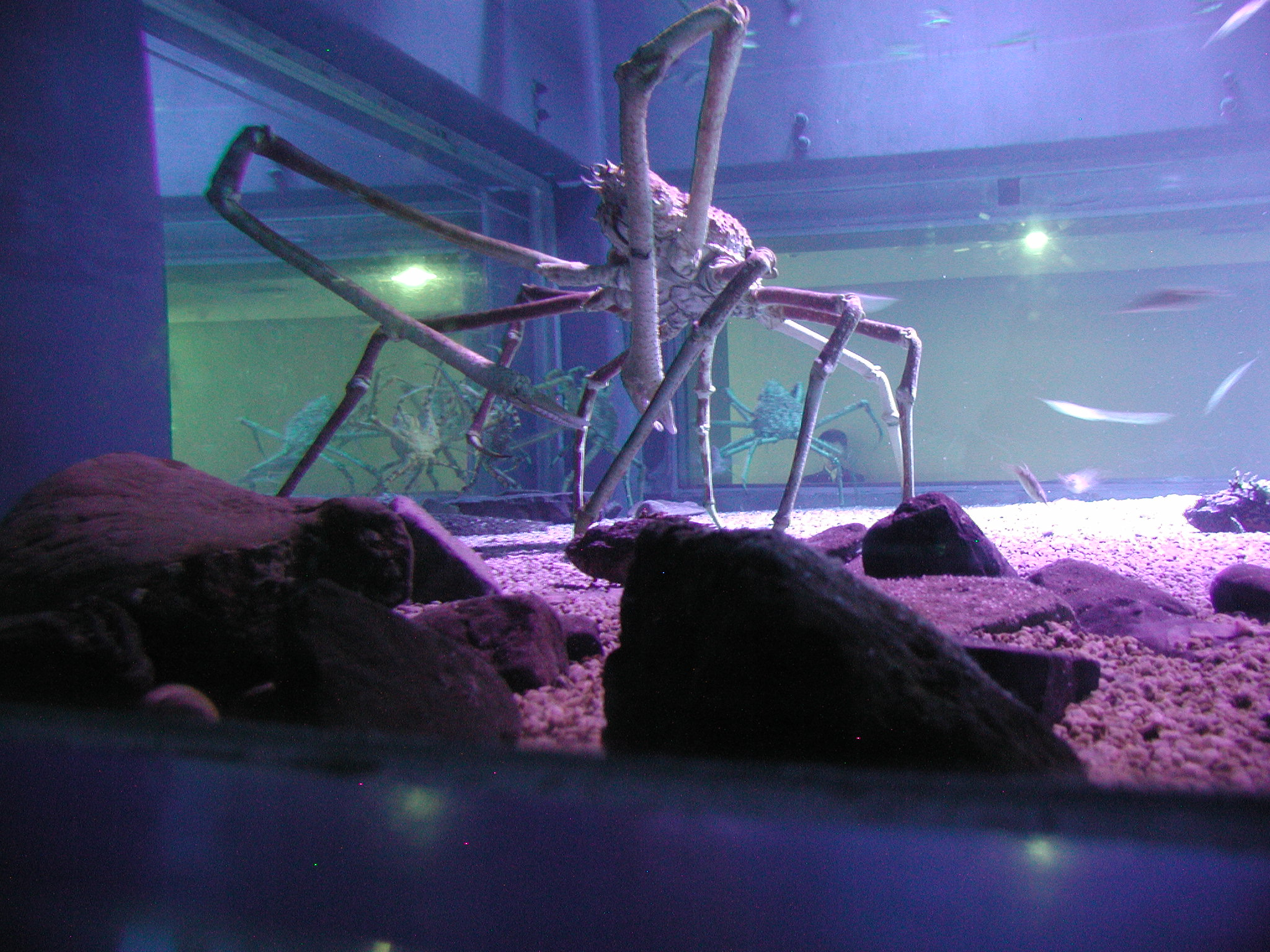
Espécime no Oceanário de Kayukan (Osaka).

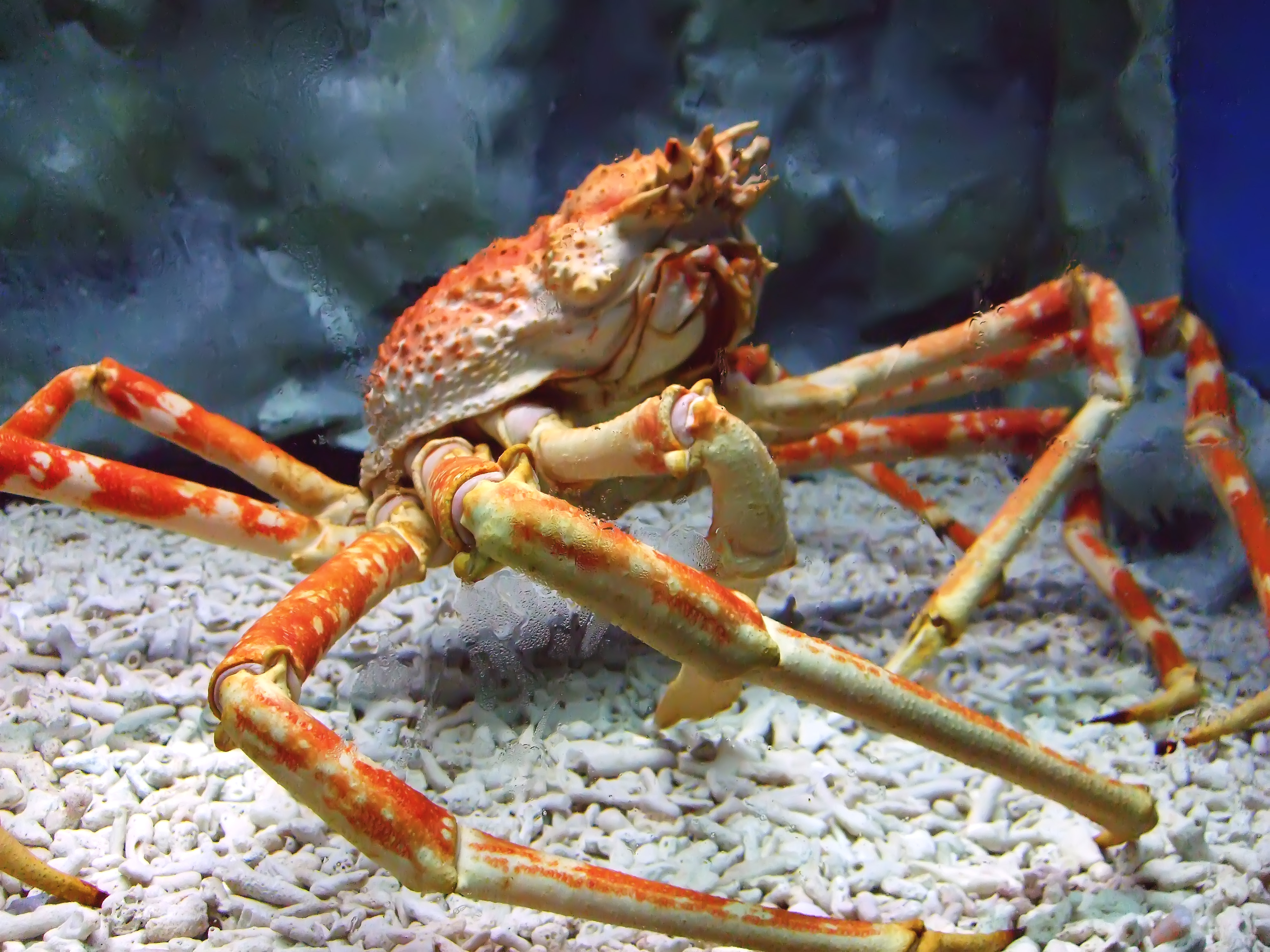
Espécime no Manila Ocean Park (Filipinas).

Macrocheira kaempferi (Temminck, 1836), conhecido pelos nomes comuns de caranguejo-gigante-japonês takaashigani (高脚蟹, lit. "caranguejo-de-pernas-longas") e caranguejo-aranha-gigante, é uma espécie de caranguejo, considerada o maior artrópode extante conhecido, que chega a atingir uma envergadura, medida com as patas esticadas, de 3,8 metros e um peso de 19 kg. Ocorre nas águas profundas do Oceano Pacífico, sendo relativamente abundante nas águas do Mar do Japão, onde é objeto de pescaria comercial, embora pouco expressiva.

## Descrição
A espécie M. kaempferi é um grande caranguejo, de coloração corporal alaranjada e manchas brancas ao longo de cada pernas,. que apresente a maior envergadura entre os artrópodes conhecidos, atingindo 3,8 m cada perna, de quela a quela. A largura da carapaça pode atingir os 40 cm, com uma massa corporal de 19 kg. Os machos têm quelípodos mais alongados do que as fêmeas, cujos quelípodos, além de muito mais curtos, não ultrapassam o comprimento do par de pernas imediato.
Para além do seu tamanho notável, M. kaempferi difere dos restantes caranguejos em muitos aspectos, entre os quais por os primeiros pleópodes dos machos são invulgarmente torcidos e as suas larvas terem aparência primitiva.
Apesar do seu aspecto feroz que lhe é dado pelas longas quelas, é pouco agressivo.

## Distribuição
A área de distribuição natural da espécie está centrada ao largo da costa sul da ilha de Honshū, desde a baía de Tóquio às àguas ao largo da Prefeitura de Kagoshima. Populações menores foram encontradas ao largo da Prefeitura de Iwate e de Su-ao (Taiwan). Os espécimes adultos distribuem-se até aos 600 m de profundidade, com exemplares capturados a partir dos 50 m. A maioria parece distribuir-se na região dos 150–300 m de profundidade,  mas sobem até cerca de 50 m de profundidade durante a época da reprodução.
O habitat preferencial são cavidades e cavernas nas depressões dos fundos marinhos.

## Ciclo de vida
As fêmeas transportam os ovos fertilizados ligados aos seus apêndices abdominais até que eclodem em minúsculas larvas planctónicas. O ritmo de desenvolvimento das larvas é dependente da temperatura das águas, atingindo o termo da fase larval entre os 54 e os 72 dias após a eclosão a temperaturas de 12-15 ºC.
Durante a fase larval os juvenis apresentam uma morfologia totalmente distinta da dos adultos, sendo nas fases nauplius e zoea um minúsculo corpo transparente arredondado, desprovido de apêndices, que se mantém à deriva junto da superfície do oceano.
Os adultos são omnívoros, alimentando-se de matéria orgânica de origem animal e vegetal. Por vezes agem como necrófagos, consumindo animais mortos. Espécimes foram observados a raspar o fundo do mar para recolher restos de algas e plantas e a abrir as conchas de bivalves.

## Taxonomia
A espécie foi originalmente descrita na ciência ocidental em 1836 por Coenraad Jacob Temminck que lhe atribuiu o nome de Maja kaempferi, com base em material colectado por Philipp Franz von Siebold nas proximidades da ilha artificial de Dejima. O epíteto específico comemora Engelbert Kaempfer, um naturalista alemão que viveu no Japão de 1651 a 1716 e escreveu sobre a história natural daquele território.
A espécie foi transferida para o género Inachus por Wilhem de Haan em 1839 e integrada num novo subgénero, Macrocheira. Aquele subgénero foi elevado à categoria taxonómica de género em 1886 por Edward J. Miers.
Apesar de estar no presente incluído na família Inachidae, M. kaempferi não se integra perfeitamente no grupo, pelo que poderá ser necessário erigir uma nova família para acomodar o género Macrocheira. Para além da única espécie extante, M. kaempferi, são conhecidas quatro espécies fósseis pertencentes ao género Macrocheira.

## Capturas
Coenraad Jacob Temminck, na sua descrição original da espécie, anota que aquele caranguejo era conhecido dos japoneses pelos sérios ferimentos que pode infligir com as suas poderosas pinças.
A espécie é ocasionalmente capturada para consumo humano, sendo mesmo considerada um pitéu em muitas partes do Japão e outras áreas costeiras em torno do Mar do Japão. As estatísticas disponíveis apontam capturas de 24,7 t em 1976, mas apenas 3,2  t em 1985.
A pescaria está centrada na Baía de Suruga, sendo as capturas feitas com a utilização de pequenas redes de arrasto. A envergadura média dos espécimes capturados é de apenas 1,0-1.2 m e a população tem decrescido, forçando os pescadores a explorar águas mais profundas. A diminuição das populações observadas nos anos mais recentes levou a iniciativas visando a conservação da espécie. As capturas estão proibidas durante a primavera, período em que os caranguejos se movem para águas menos profundas para se reproduzirem.